# دبرا فارنتینو
دبرا فارنتینو (انگلیسی: Debrah Farentino؛ زادهٔ ۳۰ سپتامبر ۱۹۵۹) هنرپیشه و مانکن اهل ایالات متحده آمریکا است.

## گزیدهٔ آثار

### سینما
- پسر پلنگ صورتی (۱۹۹۳)
- عناد (۱۹۹۳)
- باگزی (۱۹۹۱)

### تلویزیون
- ذهن‌های مجرم (۲۰۱۴)
- سی‌اس‌آی: میامی (۲۰۰۳)